# Kecamatan Buahdua
Kecamatan Buahdua är ett distrikt i Indonesien.   Det ligger i provinsen Jawa Barat, i den västra delen av landet, 130 km öster om huvudstaden Jakarta.